# Miss Devil 人事惡魔·椿真子
《Miss Devil 人事惡魔·椿真子》（日语：Missデビル 人事の悪魔・椿眞子）為日本電視台製作的連續劇，2018年4月14日起於日本電視台週六連續劇時段播出。由菜菜緒主演。

## 劇情概要
人事顧問椿真子，一身黑色套裝，腳踩紅色高跟鞋。她作風大膽，不擇手段。只要她出馬，職權暴力、派系鬥爭、辦公室戀情、職場騷擾等公司內部問題都能一次解決…

## 登場人物

### 共亞火災保險
- 椿真子：菜菜緒

同時負責訓練新人的人事顧問暨人材活用實驗室室長。對於馬上就提出辭呈或是無法適應椿眞子培訓風格的新人，她會以一句「你有辭職的權利」逼對方辭職。
- 齊藤博史：佐藤勝利（Sexy Zone）[3]

畢業自長野縣三流大學的人材活用實驗室新進員工。
- 伊東千紘：木村佳乃

人事部長。
- 本橋瑞希：瀨戶沙織

總經理秘書。
- 柴崎亮：豬野學

董事長秘書。
- 大澤友晴：船越英一郎

總經理。
- 喜多村完治：西田敏行

董事長。
- 關内秀臣：山本直寛

新入員工。博史的知己好友。
- 南雲陽一：前田航基（第4集★、第5集☆）

新入員工。博史的知己好友。
- 藤堂真冬：白石聖

新入員工。博史的知己好友。

### 人材活用實驗室
- 沖津周平：和田正人

原為人事部員工。
- 國本要二：師師岡

原為設施課員工。
- 花村優梨子：山田純子（日语：山田キヌヲ）

原為會計課員工。
- 田部栞奈：水澤惠麗奈

原為IT宣傳課員工。

### 齊藤家
- 齊藤聰子：山下容莉枝

博史的母親。
- 齊藤茜：關屋利歩

博史的妹妹。
- 齊藤修：鶴見辰吾

博史的父親。

### 其他人物
- 縣雄二：大高洋夫（第8集★）

前「共亞火災保險」的外部調查公司負責人。

### 各集登場人物
※★為受到椿直接制裁的人物。☆為因不當行為而被迫提出辭呈的人物。◎為受到椿以其他方式制裁的人物。□為以其他方式辭職的人物。

#### 第1集
- 日下部剛★☆：森永悠希

財務省局長之子。學生時期成績優秀，自恃甚高，性格傲慢且唯我獨尊。

#### 第2集
- 小早川夏月☆：中越典子

共亞火災保險第2營業部員工。
- 兒島昭利：川合正悟

共亞火災保險第2營業部員工。
- 淺岡章二★：神保悟志

共亞火災保險第2營業部部長。

#### 第3集
- 簑島讓★☆：金子貴俊

理賠服務部課長。
- 吉田忍◎：前田公輝

理賠服務部員工。
- 尾上健治：岡山一

理賠服務部部長。

#### 第4集
- 中山花憐：筧美和子

總務部員工。
- 梨木英雄：水橋研二

總務部課長。私下愛穿女裝。
- 高木繁克★☆：川久保拓司

與營業企劃部員工花憐交往中。網路暱稱是「小克」。真實身分是敵對公司「巴賽爾損害保險」派來刺探機密的商業間諜。
- 堀陽子：堀桃子

總務部新進員工。
- 湊友惠：坂本三佳

宣傳公關部課長。

#### 第5集
- 瀨登廣幸★☆：小林隆

審計部準部長。是個性情溫和信賴部下的老好人。

#### 第6集
- 吉武唯香□：篠田麻里子

宣傳公關部員工，已懷有3個月身孕。
- 寺田仁郎★：湯江健幸

宣傳公關部部長。
- 阿部陽一：谷田部俊

日本電視台製作人。負責採訪共亞火災「育兒支援制度」相關新聞。
- 笹本理子：笹崎里菜（日本電視台主播）

日本電視台主播。負責採訪共亞火災「育兒支援制度」相關新聞。
- 赤城：青木源太

日本電視台主播。
- 松原響：澀谷謙人

日本電視台導演。負責採訪共亞火災「育兒支援制度」相關新聞。

#### 第7集
- 甘露路慶治★◇：袴田吉彦

先前創立的差價合約（CFD）交易平台負責人。
- 里中純：永岡佑

沖津的同事，負責指導齊藤。
- 里中梨花子：深谷美歩

里中的妻子。喜愛做料理。

#### 第8集
- 藤堂悟：石橋保

真冬的父親。

#### 第9集
- 一之瀨賢治：小市慢太郎

警視廳刑警。
- 宮田智子：關惠美

警視廳刑警，一之瀨的部下。

#### 第10集
- 曾我部真紀人★：堀部圭亮

投資公司「Goodman Capital」執行長。
- 橫山雄一郎：遠山俊也

共亞火災保險副社長。
- 新聞主播：永見佳織（靜岡第一電視台主播）
- 男性（名字不詳）★

收盤時犯下竊盜罪的男子。

## 製作團隊
- 劇本：山浦雅大、藤平久子
- 主題歌：安室奈美惠「Body Feels EXIT」（Dimension Point）[4]
- 插曲：Sexy Zone「Innocent days」（波麗佳音）
- 製作統籌：福士睦（日本電視台，第1集－第7集）、池田健司（日本電視台，第8集－）
- 製作人：森雅弘、本多繁勝（AXON）
- 導演：佐久間紀佳、小室直子、本多繁勝
- 製作協助：AXON
- 製作出品：日本電視台

## 播出日程
| 各集                                                   | 播出日期 | 標題 | 中文標題                                 | 劇本     | 導演       | 收視率 |
| ------------------------------------------------------ | -------- | ---- | ---------------------------------------- | -------- | ---------- | ------ |
| 第1集                                                  | 4月14日  |      | 美麗人事女英雄快刀除惡的職場連續劇！     | 山浦雅大 | 佐久間紀佳 | 9.6%   |
| 第2集                                                  | 4月21日  |      | 用美腿痛擊性掃擾上司！                   | 山浦雅大 | 佐久間紀佳 | 8.1%   |
| 第3集                                                  | 4月28日  |      | 給愛耍嘴皮子的上司與自大的部下一點教訓！ | 山浦雅大 | 佐久間紀佳 | 8.8%   |
| 第4集                                                  | 5月5日   |      | 謎樣任務？極機密戀愛司令                 | 藤平久子 | 小室直子   | 6.8%   |
| 第5集                                                  | 5月12日  |      | 中了工作的毒！惡魔含淚提出辭呈！         | 山浦雅大 | 本多繁勝   | 7.2%   |
| 第6集                                                  | 5月19日  |      | 絕不容許任何人歧視孕婦！惡魔的成敗關鍵！ | 藤平久子 | 小室直子   | 9.3%   |
| 第7集                                                  | 5月26日  |      | 打倒邪教組織！                           | 山浦雅大 | 佐久間紀佳 | 7.8%   |
| 第8集                                                  | 6月2日   |      | 暴力惡魔的秘密 命運的羈絆！              | 山浦雅大 | 小室直子   | 7.6%   |
| 第9集                                                  | 6月8日   |      | 惡魔是嫌犯？命中注定的陷阱與戰鬥！       | 山浦雅大 | 佐久間紀佳 | 7.5%   |
| 第10集                                                 | 6月15日  |      | 今晚惡魔流下了明亮的眼淚！               | 山浦雅大 | 佐久間紀佳 | 9.3%   |
| 平均收視率8.2%（收視率由Video Research於關東地區統計） |          |      |                                          |          |            |        |

## 外部連結
- Miss Devil 人事惡魔·真子－日本電視台官方網站
- Missデビル 人事の悪魔・椿眞子的Instagram帳戶
- Missデビル 人事の悪魔・椿眞子的X（前Twitter）

| 日本 日本電視台 日本電視台週六連續劇                   | 日本 日本電視台 日本電視台週六連續劇            | 日本 日本電視台 日本電視台週六連續劇 |
| ------------------------------------------------------ | ----------------------------------------------- | ------------------------------------ |
|                                                        | Miss Devil 人事惡魔·椿真子 （2018年4月14日 - ） |                                      |
| 北澤一家～管好自家事～ （2018年1月13日 - 2018年3月17日） | 倖存婚禮 （2018年7月 - ）                       |                                      |

| 臺灣 緯來日本台 每週六晚間22:00－23:00 | 臺灣 緯來日本台 每週六晚間22:00－23:00                       | 臺灣 緯來日本台 每週六晚間22:00－23:00 |
| -------------------------------------- | ------------------------------------------------------------ | -------------------------------------- |
|                                        | Miss Devil 人事惡魔·椿真子 （2018年4月21日 - 2018年6月23日） |                                        |
| 水球不良少年<                          | 她愛上了我的謊 (韓國電視劇)(2018年6月30日 -)                 |                                        |